# Mike Spike Froidl
Michael "Mike Spike" Froidl (Regen, Beierse Woud, 17 december 1964) is een Duitse beeldend kunstenaar, schrijver van films en boeken.

## Biografie
Mike "Spike" (eigenlijk: Michael) Froidl groeide op in 1970 in München. Van 1985 tot 1991 studeerde hij schilderen aan de Academie voor Beeldende Kunst in München bij Robin "Bluebeard" Page, die hem als zijn masterstudent benoemde. Het was Mike Spike die de baard van Robin Page blauw verfde, waarna Page als Bluebeard door het leven ging.
Van 1990 tot 1998 volgde hij lessen in de kalligrafie van het Verre Oosten bij de Zen-monnik K. Kuwahara.

## Selectie van Solotentoonstellingen
- 2017 " Jagdszenen", 84 GHZ, München
- 2016 " A Tribute To Fluxus", Grapple&Strike, Bremen
- 2015 „I colored R.Page to Bluebeard“, Galerie 84 GHz, München
- 2014 „Climate Change“, Galerie Whatulookinart, Berlin
- 2013 „Free Pussy Riot“, Galerie Mopia, Zürich
- 2012 "Climate Change", Galerie 84 GHz, München
- 2011 „Kriegsbeil45“, Galerie Weltraum, München
- 2010 „Kill, Kill the poor“, Galerie Bauchhund, Berlin
- 2009 „Antigentrification“, Galerie C. Hertz, Bremen
- 2008 „Kill Magellan“, Bookay Gallery, Manila, Philippinen, „Kill Magellan“, Galerie 84 GHz, München
- 2007 „Knut Kidnapping“ Galerie Unikat, Wien, „Knut Kidnapping“ Galerie Labor, Berlin, „Knut Kidnapping“ Galerie P.I.A, Zürich
- 2006 „Gewalterlebnispark“, Galerie Schillerpalais, Berlin, „Gewalterlebnispark“, Galerie Top Dada 39, Wien
- 2005 „Friedrich der Saupreusse“, Galerie Michl, München, „Friedrich der Saupreusse“, No Pasaran, Hamburg
- 2004 „Nibelungen“, Galerie 84 GHz, München, „Nibelungen“, Galerie Total Bar, Zürich
- 2003 „Bomb me Home“, Galerie Knoth&Krüger, Berlin, „Bomb me Home“, Galerie Podaniolem, Torun, Polen
- 2002 „Global Terror“, Bauhaus/Alternatives Jugendzentrum, Dessau, „Global Terror“, Ungdomshuset, Kopenhagen
- 2001 „Don Chaos Returns“, Galerie Stauffacher, Zürich, „Don Chaos Returns“, Gallery Mazzanykralichek, Pilsen, Tsch.
- 2000 „Crusade“, Centrum Sztuki Współczesnej Zamek Ujazdowski, Warschau, Polen

## Selectie van deelname aan tentoonstellingen
- 2017 " Rebellion der Kreaturen", Galerie Muster-Meier, Bern
- 2016 " A Tribute to Robin Page", Kunstverein Ebersberg bei München
- 2015 „A Tribute To Bluebeard“, Galerie Whatulookinart, Berlin
- 2015 „Fortress Europe“, Galerie Whatulookinart, Berlin
- 2014 „Welt in Flammen“, Galerie 84 GHz, München
- 2014 Kunstverein GRAZ, Regensburg
- 2013 Festung Europa, 84 GHz, München,
- 2010 „Crossover“, Galerie Knyrim, Regensburg
- 2009 „Weltraum“, Lothringer13, München
- 2007 „Galerie 84 GHz“, München
- 2006 „48 Stunden Neukölln“, Rock ’n’ Roll Hospital, Berlin
- 2005 „Corso Leopold“ mit der Galerie 84 GHz, München
- 2004 „Bunny Hill“, Münchner Kammerspiele
- 2003 „Jap. Kalligraphie“, Künstlerhaus am Lenbachplatz, München
- 2002 „Documenta11“, Reclaim the Documenta, Kassel
- 2001 „Hybrid Video Tracks“, Neue Gesellschaft für Bildende Kunst, Berlin

## Filmografie
- 2017 Luther fuck off
- 2013 Justine, Pussriot painting clip, Laudatio 84 GHz, Ai Wei Wei-Kunst der Aufklärung Clip
- 2012 Flex-Kune-Do Directorscut, Invasion der Weganer
- 2011 Kampf um den Treptower Berg, Das Kriegsbeil 45
- 2010 Germania 2.0, Theseus - nackt und roh, Invasion Schweiz
- 2009 OOBlase, War Fat Art
- 2008 Knutzilla, Die Antiwalküre, The Battle of Mactan, Adolf Warhole
- 2007 Knutentführung aus dem Zoo
- 2005 Friedrich der große Saupreusse, Waffen-SS in Estland
- 2004 Nibelungen